# Canapé-lit
Un canapé-lit, ou divan-lit est un type de canapé qui peut faire office de lit, grâce à un matelas dissimulé sous son assise. Un mécanisme permet de le déployer. Celui-ci est distinct de celui du clic-clac.